# 船尾座MX
船尾座MX，又名CD-35 4349，HD 68980、SAO 198957、HR 3237，是船尾座的一颗恒星，视星等为4.78，位于銀經253.58，銀緯-0.84，其B1900.0坐标为赤經8h 9m 42.9s，赤緯-35° -0.84′ 50″。